# حافلات لندن
حافلات لندن (بالإنجليزية: London Buses)‏ هي شركة تابعة لهيئة النقل في لندن، التي تدير معظم خدمات الحافلات في لندن. أطلقت في أعقاب إقرار قانون سلطة لندن الكبرى لعام 1999 الذي نقل السيطرة على خدمات حافلات لندن الإقليمية إلى هيئة النقل في لندن التابعة لعمدة لندن. حيث تتولى المسؤولية المباشرة عن التخطيط لمسارات جديدة للحافلات، وتحديد مستويات الخدمة والجودة. وإدارة محطات الحافلات بالإضافة إلى تشغيل مركز القيادة والتحكم لحافلات لندن ومقره في ساوثوورك على مدار 24 ساعة.

## نبذة
شبكة الحافلات المحلية في لندن هي واحدة من أكبر شبكات النقل المحلية بالحافلات في العالم. حيث تعمل 8643 حافلة على أكثر من 670 مسارا مختلفًا.
كان احتساب أجرة الرحلة الواحدة يتم حسب طول الرحلة الواحدة، أما الآن يجري احتسابها كأجرة واحدة ثابتة لأي رحلة. وتقبل الحافلات في شبكة حافلات لندن الدفع ببطاقات الخصم والائتمان اللاتلامسية، ومنتجات بطاقة الأويستر. أما الدفع النقدي لم يكن متاحا حتى 2 يناير 2015، حيث اعيد تقديم إصدار التذاكر للحافلات النهارية، إما كبطاقة أويستر للاستخدام لمرة واحدة، أو تذكرة ورقية من أجهزة بيع التذاكر.
يمكن لمن هم دون سن 11 عامًا الركوب مجانًا في حافلات وقطارات لندن في أي وقت بدون مرافقين بالغين ولا يحتاجون إلى بطاقة أويستر أو تذكرة. ويتنقل الأطفال الذين تتراوح أعمارهم بين 11 و 15 عامًا مجانًا في الحافلات من خلال البطاقة الخاصة (الأويستر من 11 إلى 15)، وفي حال عدم حمل بطاقة الأويستر يتعين عليهم دفع أجرة الركاب البالغين بالكامل. وهناك أيضًا امتيازات لسكان لندن الذين تتراوح أعمارهم بين 16 و 18 عامًا. ويسمح لسكان لندن الكبرى الذين تجاوزوا سن التقاعد، وذوي الإعاقة، بالركوب مجانًا في أي وقت، سواء في الحافلات أو خدمات السكك الحديدية التابعة لهيئة النقل في لندن.

## تنظيم الحافلات
تتم جميع عمليات بموجب نظام للعقود حيث يقوم المشغلون بالمزايدة على المسارات المطروحة مقابل مبلغ محدد لكل مسار يتم تشغيله. كانت العقود حتى أبريل 2022 عادةً تمنح لمدة خمس سنوات، مع إمكانية التمديد لمدة عامين. ولكن اعتبارًا من أبريل 2022 تمنح لمدة سبع سنوات مع خيار التمديد لمدة عامين وفقا لمستوى الأداء.
يتم تهيئة الطرق والتحكم فيها عبر غرفة التحكم المركزية التابعة لهيئة النقل في لندن، الذي من خلال مراقبي الحركة يدير حركة الحافلات وكذلك المساعدة في أي مشكلات مرورية قد تحدث. فيما يوفر المشغلون الحافلات وموظفي قيادة الحافلات، مع الالتزام بإرشادات هيئة النقل. ثم يتم الدفع للمشغلين مقابل كل ميل يتم تشغيله لكل حافلة حسب الأسعار المحددة في العقود.

### المشغلين
يتم تشغيل خدمات الحافلات في لندن بواسطة الشركات المشغلة التالية:
- قو أهبد لندن ، (بلو تراينجل ، دوكلاندز باصز ، لندن سنترال، لندن جنرال ، متروباص)
- أريفا لندن
- ميترولاين
- ستبج كاوتش لندن (إيست لندن ، سيلكنت ، ثايمسايد)
- را تي بي ديف لندن (لندن سوفرين ، لندن ترانسيت، لندن يونايتد)
- أبيليو لندن
- سوليفان باصز
- أونو

## وصلات خارجية
- الموقع الرسمي

لم يتم العثور على روابط لمواقع التواصل الاجتماعي.